# 타라 버크먼
타라 버크먼(Tara Buckman, 1956년 10월 1일 ~ )는 미국의 배우, 텔레비전 배우, 영화배우이다.
펜서콜라에서 태어났다.

## 영화
- 천국으로의 왕복 여행 (1992년)
- 핑크빛 일기장 (1990년)
- 엑스트로 2 (1990년)
- 블루 엔젤 (1989년)
- 네버 투 영 투 다이 (1986년)
- 죽음의 밤 (1984년)
- 캐논볼 (1981년)
- 부부 탐정 (1979년)
- 후퍼 (1978년)
- 산타 옷을 입은 사나이 (1978년)
- 위험한 열차 (1977년)
- 형사 Q (1976년)
- 명탐정 바나비 존즈 (1973년)
- 우리 생애 나날들 (1965년)